# ظلان (رواية)
ظلان عمل روائي تاريخي من تأليف الكاتبة آن رينالدي، صدر عام 1998. تعدّ الرواية إحدى محطات سلسلة الحلقات الكبرى. تروي البطلة الحكاية بصوتها الخاص مستخدمة ضمير المتكلم، مما يمنح النصّ بُعدًا إنسانيًا عميقًا وإحساسًا بالألفة والارتباط.

## ملخص الرواية
عام 1780، وتحديدًا في قلب الثورة الأمريكية، تجد كارولين ويتاكر، ذات الأربعة عشر عامًا، نفسها مع زوجة أبيها سارة وأختها غير الشقيقة الكبرى جورجيا آن، محتجزات داخل غرفة ضيقة في قصرهن الريفي الواسع في كامدن، بولاية كارولاينا الجنوبية، كارولين، الفتاة ذات البشرة الفاتحة، هي ابنة مالك المزرعة، وقد نشأت في كنف مربيتها، ماما سارة. في تلك الأثناء، كانت القوات البريطانية، بقيادة الكولونيل راودون، تحتلّ المنزل، وكان الأخير لا يخفي اهتمامه بجورجيا آن، مغازلًا إياها علنًا.
وسط هذا المشهد المتوتر، تنطلق كارولين في رحلة محفوفة بالمخاطر برفقة جدتها ميليندي وخادمتها من أصول إفريقية، في مهمة لإعادة شقيقها جوني  الذي كاد أن ينضم إلى صفوف الوطنيين الأمريكيين. لم يلبث جوني أن حسم موقفه بعد أن تعرض للجلد والإهانة على يد ضابط بريطاني، لأنه رفض تسليم جواده الثاني الأغلى، غراي غوس، عقب مصادرة الفرس الأصيلة في أبرشية سانت مارك، في فيرنوت.
تتحول خيول جوني إلى محور صراعات متكررة عبر أحداث الرواية، وتكون أيضًا سببًا في إصابة كارولين، نتيجة التصرفات المزعجة من الفرس كيت  التي تثير التوتر والمخاوف.

## الاستقبال
في مراجعة مميزة، أثنت الكاتبة سوزان دوف ليمبك في إحدى الدوريات الأدبية على رواية ظلان: مشيرة إلى أنها جاءت ثمرة بحث تاريخي دقيق، وهو ما أكدته مراجعة أخرى نشرتها إحدى المجلات الثقافية، حيث أشادت بقدرة الكاتبة آن رينالدي على دمج الحقائق التاريخية بانسيابية داخل نسيج الرواية.
أشارت ليمبك إلى أن الرواية تنبض بإتقان سردي وشخصيات مرسومة بصدق إنساني عميق، بينما أبرزت المجلة أن الكاتبة اختارت إبعاد مشاهد العنف عن صدارة الأحداث، مما أتاح تسليط الضوء على تطور الشخصيات وتفاعلاتها.
وصفت ستار إي سميث، في إحدى المجلات الأدبية المعنية بكتب المدارس، الرواية بأنها ذات إيقاع سريع وحبكة متقنة، تزخر بعناصر التشويق والإثارة دون فتور.
ومن جانب آخر، نُظر إلى الرواية على أنها تتناول موضوعات عميقة تمس جوهر الإنسان، كالصراع بين الحقيقة والأسرار، والتحديات الأخلاقية التي تواجه الأفراد عند محاولة اتخاذ القرار الصائب في أوقات الفوضى. كما وُصفت مضامينها بأنها تثير التفكير وتحفّز النقاش الداخلي.
ورغم الإشادات، اقترحت إحدى المجلات الثقافية على القارئ الراغب في تناول أكثر مباشرة ووضوحًا لفترة الثورة الأمريكية في الجنوب، رواية أخرى بعنوان غرفة الحراسة للكاتبة آنا مايرز، حيث تقدم رؤية أكثر وضوحًا وصرامة لوجه العنف القاسي الذي ميز تلك الحقبة.